# Bubble (film, 2022)
Pour les articles homonymes, voir Bubble.
Pour plus de détails, voir Fiche technique et Distribution.
Bubble (バブル, Baburu) est un film d'animation japonaise de 2022, produit par Wit Studio. Il est réalisé par Tetsurō Araki, scénarisé par Gen Urobuchi, ses personnages sont conçus par Takeshi Obata et les musiques par Hiroyuki Sawano. Le film est diffusé en avant-première lors du Festival international du film de Berlin le 10 février 2022. Le film paraît à l'international sur Netflix le 28 avril 2022, puis sort en salles au Japon le 13 mai 2022,,. Une adaptation en manga par Erubo Hijihara est publiée sur la plateforme en ligne Shōnen Jump+ du 22 April au 23 May 2022,.

## Synopsis
Cinq ans avant les évènements du film, de mystérieuses bulles sont descendues du ciel sur toute la terre. Ces bulles causaient des troubles et altéraient la gravité jusqu’à ce qu’une grande explosion, dont l’origine est la Tour de Tokyo, les concentre toutes sous une énorme bulle qui englobe toute la ville. Depuis, la pluie s’est arrêtée de tomber partout ailleurs et la capitale s’est petit à petit faite noyée sous l’eau des bulles qui explosent, forçant ses habitants à fuir. La ville abandonnée, elle est devenue un refuge pour les orphelins de l’accident et des adolescents clandestins, qui s’y sont petit à petit retrouvés pour vivre en communautés. Ces groupes s’affrontent régulièrement dans des compétitions de parkour ("Tokyo Battlekour"), en utilisant la gravité altérée de la zone pour gagner des vivres. Hibiki, un adolescent solitaire hypersensible au bruit, fait partie de l’équipe des Blue Blaze. Seul capable de sauter sur les mystérieuses "Stray Bubbles" (bulles instables) sans tomber, il reste obsédé par une mélodie qu’il entend venir de la tour de Tokyo.
Un jour, après avoir failli se noyer en tentant d’atteindre la tour, Hibiki est sauvé par une étrange fille née de l’assemblage d’une bulle avec son souffle. Elle ressemble à une héroïne d’une affiche et, bien qu’incapable de parler au début, finit par être nommée "Uta", ce qui signifie "chanson" en japonais. Hébergée par le groupe, elle s’adapte rapidement à leur vie et montre un grand talent pour le parkour. Hibiki l'entraîne, et une complicité naît entre eux. Makoto, la scientifique du groupe, découvre qu’Uta semble liée au conte de La Petite Sirène, ce que la jeune fille ressent profondément. Uta se dit être la sirène et Hibiki, son prince. Petit à petit, elle découvre les émotions humaines, mais à chaque contact avec Hibiki, son corps redevient bulles. Lors d’un affrontement contre l’équipe ennemie des Fossoyeurs pour sauver Makoto, Uta se sacrifie partiellement en touchant Hibiki, perdant un bras. Peu après, attirée par un chant venu de la tour, elle est confrontée à une entité de bulles qui semble être sa "grande sœur". Cela déclenche une nouvelle catastrophe gravitationnelle à Tokyo. Hibiki, aidé de ses amis et même de leurs anciens ennemis, part la sauver. Dans la tour, il retrouve ses souvenirs et comprend son lien ancien avec Uta, qui était déjà là, en tant que bulle, avant la tragédie. Uta se détache de l’entité pour sauver Hibiki, se dissipant en bulles après un dernier baiser. Grâce à son sacrifice, la bulle géante autour de Tokyo disparaît enfin.
Peu de temps après, la ville se reconstruit et les compétitions ont toujours lieu. Hibiki vit avec le souvenir d’Uta, présente à travers les bulles, toujours près de lui.

## Personnages
Sauf indication contraire, les informations mentionnées dans cette section peuvent être confirmées par la base de données cinématographiques https://myanimelist.net/anime/50549/Bubble/characters,+ présente dans la section « Liens externes ».
Hibiki: (ヒビキ)
Doublé par: Jun Shison (japonais); Gabriel Bismuth-Bienaimé (français)
Un orphelin de 18 ans qui a perdu sa famille à cause de l'explosion de la Tour de Tokyo. Solitaire et taciturne, il est très sensible au bruit et porte donc un casque sur les oreilles la plupart du temps. Dans son enfance, sa mère était très inquiète pour sa santé et il a donc dû rencontrer beaucoup de médecins pour guérir, sans succès. Hibiki veut d’ailleurs dire "écho" ou "son" en japonais . Il fait partie de l'équipe des Blue Blaze et est extrêmement doué en parkour. Avant de rencontrer Uta, il était le seul à entendre une mélodie venant de la tour depuis l'explosion . De plus, il a la faculté d'entendre les bulles, ce qui lui permet de se déplacer en sautant dessus.
Uta: (ウタ)
Doublée par: Riria (japonais); Lisa Caruso (français)
Elle faisait partie des nombreuses bulles qui sont apparues autour de la Tour de Tokyo. Elle s'est transformée en humaine pour sauver Hibiki, qu'elle semblait observer quand il grimpait sur la tour. En se matérialisant, elle prend l'apparence d'une jeune fille en habit d'écolière bariolé, inspiré d'une affiche publicitaire. Ses cheveux sont bleu foncé avec quelques mèches plus claires qui rebiquent sur sa tête. Même si elle ne parle pas au début, Uta aime chanter, ce qui lui vaut son prénom, et est avide de connaissance. Comme Hibiki, elle a un talent pour le parkour. Néanmoins, elle diffère de lui part son enthousiasme et son énergie.
Makoto : (マコト)
Doublée par : Alice Hirose (japonais) ; Caroline Victoria (français)
Scientifique du groupe, elle est venue à Tokyo pour essayer de comprendre le phénomène mystérieux de la pluie de bulles. Elle semble se comporter comme une figure maternelle pour les enfants habitants avec elle sur l’épave.
Shin : (シン)
Doublé par : Mamoru Miyano (japonais) ; Jérémie Bédrune (français)
Ancien champion des compétitions Battlekour, il a perdu sa jambe droite en escaladant les ruines de la Tour de Tokyo et préside depuis les championnats. Son prénom veut dire "tibia" en anglais. C’est un homme compréhensif qui agit comme un modèle pour beaucoup des orphelins sous la bulle.
Usagi : (ウサギ)
Doublé par : Sayaka Senbongi (japonais) ; Enzo Ratsito (français)
L’un des plus jeunes membres des Blue Blaze et assez casse-cou, il se fait souvent sauver par ses coéquipiers pendant les courses. Il semble vouloir prouver son talent auprès des autres. Usagi veut dire "lapin" en japonais, ce qui rappelle son énergie et sa petite corpulence.
Kai : (カイ)
Doublé par : Yuuki Kaji (japonais) ; Fabrice Trojani (français)
Chef des Blue Blaze, il a un caractère bien trempé.
Osawa : (オオサワ)
Doublé par : Wataru Hatano (japonais)
Membre des Blue Blaze.
Isozaki: (イソザキ)
Doublé par : Oosaka Ryouta (japonais) ; Alexis Tomassian (français)
Membre des Blue Blaze.
Shohei: (昌平)
Doublé par : Tasuku Hatanaka (japonais) ; Grégory Laisné (français)
Jeune chef des Denki Ninjas, une équipe concurrente.
Kantou : (関東)
Doublé par : Shinichiro Miki (japonais) ; Juan Llorca (français)
Chef des Mad Lobsers, une autre équipe de parkour.
Chef des Fossoyeurs :
Doublé par : Marina Inoue (japonais) ; Isabelle Volpé (français)
Antagoniste de la première partie du film, il porte la plupart du temps un masque argenté avec un oeil violet à la place des yeux. Sa voix semble modifiée et sonne plus aigüe. Son équipe et lui utilisent du matériel technologique pour avoir plus de puissance lors des compétitions.

## Fiche technique
Sauf indication contraire, les informations mentionnées dans cette section peuvent être confirmées par la base de données cinématographiques IMDb,  présente dans la section « Liens externes ».
- Titre original: Baburu (バブル)
- Titre international: Bubble
- Réalisation : Tetsuro Araki
- Scénario : Gen Urobuchi, Naoko Sato, Renji Ōki
- Musique : Hiroyuki Sawano
- Direction de la photographie: Kazuhiro Yamada
- Montage: Aya Hida
- Direction artistique: Shun'ichirô Yoshihara
- Direction de l'animation: Shunsuke Aoki, Kyôji Asano, Takaaki Chiba
- Character designer: Satoshi Kadowaki
- Production: Yoshihiro Furusawa, Jouji Wada, Genki Kawamura
  - Co-production: Miki Kase, Tetsuya Nakatake
- Société de production : Wit Studio
- Sociétés de distribution : Warner Bros. Pictures (Japon), Netflix (International)
- Pays de production :  Japon
- Langue originale : japonais
- Format: couleur
- Durée : 1h 40 minutes
- Dates de sortie :
  - Internationale : 28 avril 2022 (sur la plateforme de distribution en ligne Netflix)
  - Japon : 13 mai 2022 (en salles)

## Production
Araki souhaitant travailler avec un habitué des films grands publics, il se rapproche de Kawamura. Ils discutent d'idées pendant six mois et un concept art d'une petite sirène mécanique dans un Tokyo dystopique par Araki devient la base du film. Le scénariste Gen Urobuchi étoffe ensuite le scénario de science-fiction. Kawamura choisit Takeshi Obata avec qui il souhaite travailler depuis longtemps comme character designer. Kawamura décrit le film comme "un festival de créateurs liés avec Araki".

## Musique
La musique du film est composée par Hiroyuki Sawano et sort en album appelé Bubble (Original Motion Picture Soundtrack) sous le label Toy's Factory en 2022. La chanson thème d'ouverture, intitulée Bubble feat. Uta est interprétée par Eve, tandis que la chanson thème finale, nommée Jaa ne, Mata ne. (じゃあね、またね。, litt. « À bientôt ») est interprétée par Riria, doubleuse de Uta dans le film.
| Bubble (Original Motion Picture Soundtrack) Track List | Bubble (Original Motion Picture Soundtrack) Track List | Bubble (Original Motion Picture Soundtrack) Track List | Bubble (Original Motion Picture Soundtrack) Track List | Bubble (Original Motion Picture Soundtrack) Track List | Bubble (Original Motion Picture Soundtrack) Track List | Bubble (Original Motion Picture Soundtrack) Track List | Bubble (Original Motion Picture Soundtrack) Track List | Bubble (Original Motion Picture Soundtrack) Track List | Bubble (Original Motion Picture Soundtrack) Track List |
| No                                                     | Titre                                                  | Durée                                                  |                                                        |                                                        |                                                        |                                                        |                                                        |                                                        |                                                        |
| ------------------------------------------------------ | ------------------------------------------------------ | ------------------------------------------------------ | ------------------------------------------------------ | ------------------------------------------------------ | ------------------------------------------------------ | ------------------------------------------------------ | ------------------------------------------------------ | ------------------------------------------------------ | ------------------------------------------------------ |
| 1.                                                     | "BUBBLE"                                               | 1:58                                                   |                                                        |                                                        |                                                        |                                                        |                                                        |                                                        |                                                        |
| 2.                                                     | "BATTLEKOUR"                                           | 5:21                                                   |                                                        |                                                        |                                                        |                                                        |                                                        |                                                        |                                                        |
| 3.                                                     | "BB"                                                   | 00:53                                                  |                                                        |                                                        |                                                        |                                                        |                                                        |                                                        |                                                        |
| 4.                                                     | "JU-RYOKU"                                             | 2:35                                                   |                                                        |                                                        |                                                        |                                                        |                                                        |                                                        |                                                        |
| 5.                                                     | "BB2"                                                  | 2:29                                                   |                                                        |                                                        |                                                        |                                                        |                                                        |                                                        |                                                        |
| 6.                                                     | "MERMAID"                                              | 4:18                                                   |                                                        |                                                        |                                                        |                                                        |                                                        |                                                        |                                                        |
| 7.                                                     | "HIBIKI"                                               | 1:56                                                   |                                                        |                                                        |                                                        |                                                        |                                                        |                                                        |                                                        |
| 8.                                                     | "UTAtoHIBIKI"                                          | 1:32                                                   |                                                        |                                                        |                                                        |                                                        |                                                        |                                                        |                                                        |
| 9.                                                     | "UNDERTAKER"                                           | 2:15                                                   |                                                        |                                                        |                                                        |                                                        |                                                        |                                                        |                                                        |
| 10.                                                    | "BBxUT"                                                | 2:20                                                   |                                                        |                                                        |                                                        |                                                        |                                                        |                                                        |                                                        |
| 11.                                                    | "PARKOUR"                                              | 3:56                                                   |                                                        |                                                        |                                                        |                                                        |                                                        |                                                        |                                                        |
| 12.                                                    | "UTA"                                                  | 1:57                                                   |                                                        |                                                        |                                                        |                                                        |                                                        |                                                        |                                                        |
| 13.                                                    | "2ndBUBBLE"                                            | 5:29                                                   |                                                        |                                                        |                                                        |                                                        |                                                        |                                                        |                                                        |
| 14.                                                    | "TOWER"                                                | 5:57                                                   |                                                        |                                                        |                                                        |                                                        |                                                        |                                                        |                                                        |
| 15.                                                    | "NE-SAMA"                                              | 2:20                                                   |                                                        |                                                        |                                                        |                                                        |                                                        |                                                        |                                                        |
| 16.                                                    | "BUBBLE-cho."                                          | 6:49                                                   |                                                        |                                                        |                                                        |                                                        |                                                        |                                                        |                                                        |
| 17.                                                    | "BUBBLE-THEME"                                         | 3:54                                                   |                                                        |                                                        |                                                        |                                                        |                                                        |                                                        |                                                        |
| 18.                                                    | "Bubble"                                               | 3:48                                                   |                                                        |                                                        |                                                        |                                                        |                                                        |                                                        |                                                        |
| 19.                                                    | "Bubble (TeddyLoid Remix)"                             | 3:23                                                   |                                                        |                                                        |                                                        |                                                        |                                                        |                                                        |                                                        |
| 20.                                                    | "Shikisai (色彩)"                                      | 5:13                                                   |                                                        |                                                        |                                                        |                                                        |                                                        |                                                        |                                                        |
| 21.                                                    | "Bye Bye, See You (じゃあね、またね。)"                | 4:05                                                   |                                                        |                                                        |                                                        |                                                        |                                                        |                                                        |                                                        |
| 73:28                                                  |                                                        |                                                        |                                                        |                                                        |                                                        |                                                        |                                                        |                                                        |                                                        |

## Réception

### Accueil critique
Le site IMDb recense une note de 6,4 sur 10 pour 8.9K utilisateurs. Sur le site Rotten Tomatoes, le film a reçu 52% de retours positifs. En ce qui concerne le site français Allociné, la note moyenne est 3,6 sur 5.

### Box office
Bubble a engendré 509,309 dollars à l'international.

### Distinctions
| Année | Prix                                          | Catégorie                                            | Nomination    | Résultat  | Références |
| ----- | --------------------------------------------- | ---------------------------------------------------- | ------------- | --------- | ---------- |
| 2022  | Berlinale 2022                                | Generation 14plus — Ours de cristal du Meilleur Film | Tetsurō Araki | Nommé     | [ 17 ]     |
| 2022  | Prix de la créativité de l'Académie asiatique | Meilleur Programme ou Série Animé.e (2D ou 3D)       | Bubble        | Vainqueur | [ 18 ]     |
| 2023  | 7e édition des Crunchyroll Anime Awards       | Meilleur Film                                        | Bubble        | Nommé     | [ 19 ]     |